# Diabrotica bipartita
Diabrotica bipartita es una especie de insecto coleóptero de la familia Chrysomelidae.
Fue descrita científicamente en 1887 por Jacoby.